# Boang-Schleiereule
Die Boang-Schleiereule (Tyto crassirostris) ist eine Art aus der Gattung der Schleiereulen, die vermutlich nur auf der Boang-Insel in der zu Papua-Neuguinea gehörenden Tanga-Gruppe vorkommt. Sie galt lange als eine Unterart der Schleiereule, wird aber in jüngerer Literatur als eigenständige Art angesehen.

## Merkmale
Die Boang-Schleiereule weist sehr große Ähnlichkeiten mit der Australien-Schleiereule auf, ist jedoch im Gefieder auffallend dunkler als diese, hat einen kräftiger ausgebildeten Schnabel und kräftigere Zehen. Die wenigen Eulen, die bislang vermessen wurden, wiesen eine Körperlänge von 33 Zentimetern auf.  Sie ist in ihrer Verbreitung vermutlich auf die Boang-Insel beschränkt. Es ist aber nicht auszuschließen, dass sie auch benachbarte Inseln der Tanga-Gruppe im Osten des Bismarck-Archipels gelegentlich oder sogar dauerhaft besiedelt. 
Über ihre Lebensweise ist sehr wenig bekannt. Sie gleicht aber vermutlich der anderer Schleiereulen. Als eine auf eine sehr kleine Insel begrenzte, endemische Art ist sie von Lebensraumzerstörungen besonders betroffen.

## Belege

### Einzelbelege
1. ↑   König et al., S. 209
2. ↑   König et al., S. 220